# Bernard (Bischof, Sodor und Man)
Bernard (auch Bernard of Linton; † zwischen 1330 und 10. Juni 1331) war ein schottischer Geistlicher und Minister. Von 1308 bis 1328 diente er als königlicher Kanzler. Ab 1327 war er Bischof von Sodor und Man.

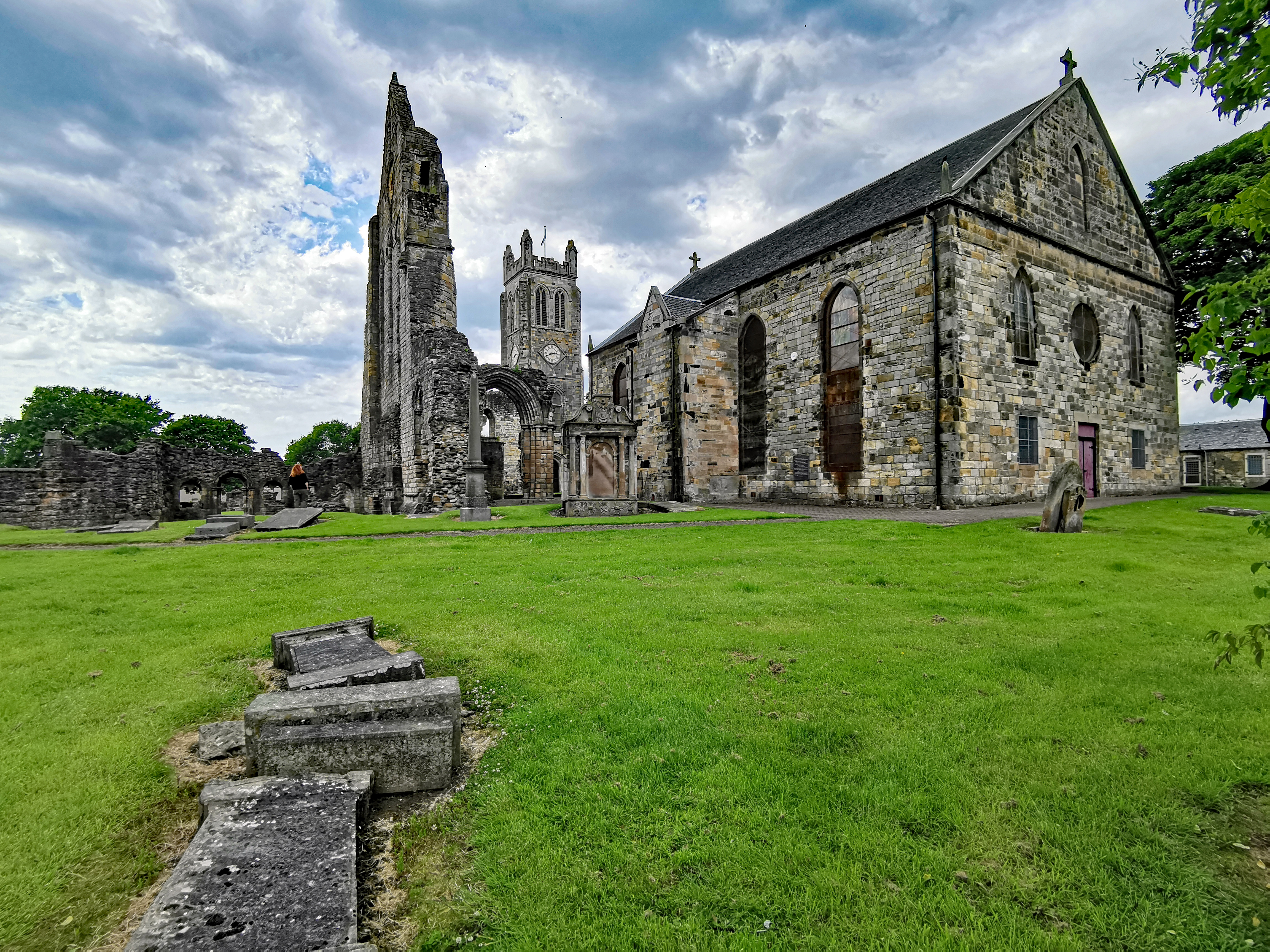
Die Ruine von Kilwinning Abbey, wo Bernard Abt war

## Herkunft und Aufstieg zum Abt
Die Herkunft und das Geburtsjahr von Bernard sind unbekannt, der Beginn seiner Karriere ist umstritten. Seit 1726 wird er häufig als Bernard of Linton identifiziert, einem Pfarrer, der sich nach einem der Linton genannten Dörfer nannte, von denen es mehrere in Südschottland gibt. Bernard wird 1296 in den Ragman Rolls als Pfarrer von Mordington bei Berwick bezeichnet, als er dem englischen König Eduard I. als Oberherrn von Schottland huldigte. Nach dem Historiker Archibald A. Duncan ist es aber wahrscheinlicher, dass der Kanzler Bernard zuvor Abt von Kilwinning Abbey gewesen war. Ein Abt Bernard of Kilwinning wird 1296 ebenfalls in den Ragman Rolls genannt. Abt Bernard wurde während der englischen Besetzung von Schottland 1297 zum Amtsverzicht gezwungen. Vermutlich zog er sich nach Arbroath Abbey zurück, das wie Kilwinning ebenfalls ein Kloster der nach Thiron genannten Benediktinerkongregation war. Auch dort wurde der schottische Abt abgesetzt und mit John ein Engländer als Abt eingesetzt.

## Aufstieg zum königlichen Kanzler
1306 rebellierte der schottische Magnat Robert Bruce gegen die englische Besatzung und erklärte sich zum schottischen König, womit er den schottischen Unabhängigkeitskrieg fortsetzte. Als Bruce sich im März 1306 zum König ausrief, hatte er vermutlich einen Kanzler ernannt. Aufgrund der Niederlagen und der Flucht von Bruce im Sommer 1306 blieb diese Ernennung aber ohne Bedeutung. Zuvor hatte zuletzt Nicholas Balmyle 1301 als Kanzler für die Guardians of Scotland gedient. Möglicherweise hatte Balmyle das Amt bis 1305 ausgeübt, als sich fast alle Schotten den Engländern unterworfen hatten. Bruce kehrte aber nach seinen Niederlagen im folgenden Jahr nach Schottland zurück und konnte bis Sommer 1308 weite Gebiete von Schottland unter seine Kontrolle bringen. In den frühesten Urkunden, die von Robert Bruce als König 1307 oder 1308 ausgestellt wurden und die erhalten sind, wird ein Dom Bernard als Kanzler erwähnt. Dieser Dom Bernard hielt sich vermutlich im Gefolge des Königs auf.

## Dienst als Gesandter
Im März 1309 nahm Bernard an dem ersten Parlament in St Andrews teil, das Robert Bruce als König abhielt. Vor April 1309 wurde er zusammen mit dem Kanoniker Stephen of Dunnideer zum Verwalter des Bistums Glasgow ernannt, dessen Bischof Robert Wishart von den Engländern gefangen gehalten wurde. 1309 wurde Bernard in das Ende 1308 von Bruce eroberte Angus gesandt. Zu dieser Zeit war er vermutlich bereits zum Abt von Arbroath gewählt worden. 1310 wurde er dann als Abt eingesetzt. In diesem Jahr reiste er als Gesandter nach Norwegen. Im Februar 1312 kehrte er zusammen mit norwegischen Gesandten nach Schottland zurück. Nach mehrmonatigen Verhandlungen, an denen auch König Robert teilnahm, wurde am 29. Oktober 1312 der Vertrag von Inverness besiegelt, der den 1266 geschlossenen Frieden von Perth zwischen Schottland und Norwegen erneuerte.

## Tätigkeit als Abt und als Kanzler
Nach seiner Rückkehr nach Schottland 1312 setzte sich Robert als Abt entschieden dafür ein, dass Arbroath Abbey nach den Wirren und Verwüstungen des Schottischen Unabhängigkeitskriegs wieder die ihr zustehenden Besitzungen und Einkünfte erhielt. Bis zum Ende seiner Amtszeit als Abt versuchte er weiter, Rechte der Abtei zurückzuerlangen, wenn auch nicht mehr so energisch wie 1312. Als königlicher Kanzler musste Bernard bis 1315 nur wenige Aufgaben übernehmen. Aus den Jahren 1312 und 1313 sind nur 16 königliche Urkunden bekannt, von denen sogar neun für Arbroath Abbey ausgestellt wurden. Als Kanzler erhielt Bernard ein jährliches Gehalt von 200 Merks. Bei der Organisation der Kanzlei orientierte sich Bernard zunächst an der königlichen Kapelle, der Verwaltung, wie sie im 13. Jahrhundert unter König Alexander III. bestanden hatte. Bernard führte aber Neuerungen ein, vor allem folgte die königliche Kanzlei nun nicht mehr dem umherreisenden König, sondern hatte wie das Archiv und das königliche Schatzamt ihren Sitz in Arbroath Abbey. Dies führte dazu, dass zahlreiche Urkunden des Königs erst nachträglich in Arbroath datiert wurden. Die Arbeit übernahmen allerdings nicht die Mönche des Klosters, sondern offenbar vor allem weltliche Schreiber. Zusammen mit Chamberlain William Lindsay regelte die von Bernard geführte Kanzlei nach den Wirren des Kriegs mit England zwischen 1315 und 1317 den Besitzstand des Landbesitzes in Schottland. Dies führte mit dazu, dass ab 1314 die Zahl der vom König erlassenen Urkunden stetig anstieg. Die Qualität der ausgestellten Urkunden sank, und vor allem ab 1318 stellte die Kanzlei eher informelle Letters Patent und weniger Urkunden aus. Dies führte dazu, dass das Privy Seal des Königs wesentlich häufiger verwendet wurde als das Great Seal. Ob unter Bernard die königliche Verwaltung gestärkt wurde, weil sie flexibler reagieren konnte, oder ob Bernard als Kanzler überfordert war und die Kanzlei eher planlos Urkunden ausstellte, ist umstritten.

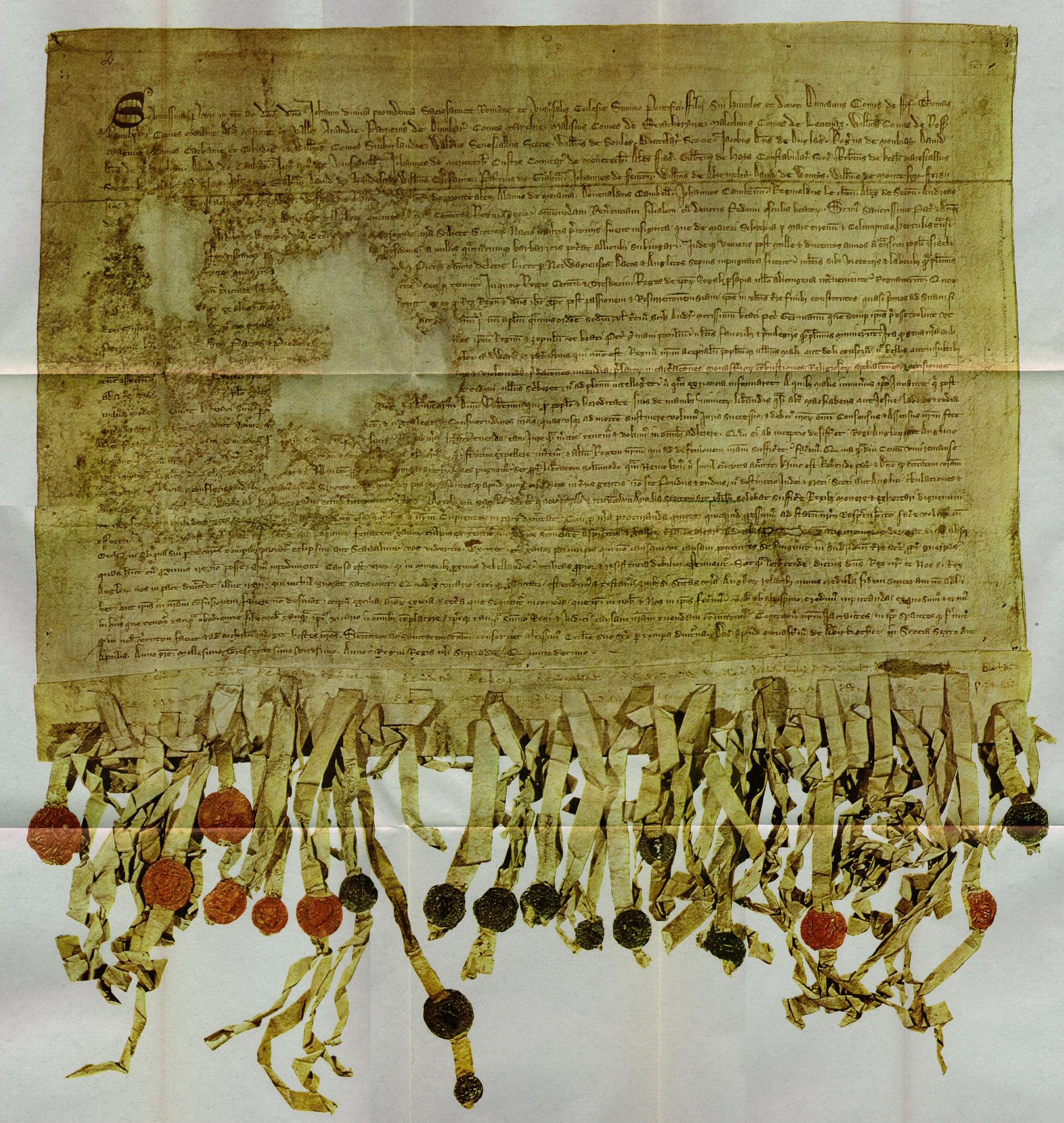
Reproduktion der Bernard zugeschriebenen Declaration of Arbroath

Oft gilt Bernard als Verfasser der 1320 veröffentlichten Declaration of Arbroath, was aber seit der zweiten Hälfte des 20. Jahrhunderts umstritten ist. Die gewählten Formulierungen der Declaration lassen eher auf einen professionellen, rhetorisch geschulten Verfasser schließen als auf den vielbeschäftigten Kanzler. Andererseits soll Bernard nach dem Chronisten Walter Bower ein auf Latein verfasstes Gedicht über die Schlacht von Bannockburn geschrieben haben, und es sind Fragmente einer Verschronik über die Herrschaft von Robert Bruce überliefert, die Bernard oder einem Mönch von Arbroath zugeschrieben werden.

## Aufstieg zum Bischof von Sodor
Ab Oktober 1327 wurden Friedensverhandlungen mit England geführt, die schließlich im Mai zum Frieden mit England führten. Bernard erwartete nun offenbar eine Belohnung für seine Dienste. Vor Januar 1328 wurde er zum Bischof des Bistums Sodor und Man gewählt, worauf er vermutlich am 3. April 1328 das Amt des Kanzlers niederlegte. Der König schenkte ihm £ 100 für die Kosten seiner Wahl zum Bischof, und vor dem 12. November 1328 wurde er zum Bischof geweiht. Nach dem Tod von König Robert leitete Bernard im Juli 1329 die Beisetzung in Dunfermline Abbey. Mindestens einmal besuchte Bernard die Kathedrale seines abgelegenen Bistums auf der Isle of Man, doch er starb vermutlich bereits 1330 oder spätestens im Mai 1331. Am 10. Juni 1331 wurde in Avignon ein neuer Bischof für Sodor und Man ernannt. Bernard wurde in Kilwinning Abbey beigesetzt, wo er vermutlich auch gestorben war und wo er vierzig oder fünfzig Jahre zuvor als Mönch eingetreten war.